# Шатаре
Шатаре је насељено место у Босни и Херцеговини, у општини Доњи Вакуф. Административно припада Федерацији Босне и Херцеговине, односно њеном Средњобосанском кантону.

## Становништво
Према попису становништва из 2013. у насељу није било становника, а већина предратне популације су претежно били Срби.
| Националност | 2013. | 1991.        | 1981.        | 1971.      |
| Бошњаци      | 0     | 0            | 0            | 0          |
| Срби         | 0     | 190 (99,48%) | 198 (98,51%) | 178 (100%) |
| Хрвати       | 0     | 0            | 0            | 0          |
| Југословени  | 0     | 1 (0,52%)    | 2 (0,99%)    | 0          |
| Македонци    | 0     | 0            | 1 (0,49%)    | 0          |
| Укупно       | 0     | 191          | 201          | 178        |